# Myrioblephara albipunctata
Myrioblephara albipunctata är en fjärilsart som beskrevs av W. Warren 1893. Myrioblephara albipunctata ingår i släktet Myrioblephara och familjen mätare. Inga underarter finns listade i Catalogue of Life.